# Gestippelde tweedraadkokerworm
De gestippelde tweedraadkokerworm (Pseudopolydora paucibranchiata) is een borstelworm uit de familie Spionidae. Het lichaam van de worm bestaat uit een kop, een cilindrisch, gesegmenteerd lichaam en een staartstukje. De kop bestaat uit een prostomium (gedeelte voor de mondopening) en een peristomium (gedeelte rond de mond) en draagt gepaarde aanhangsels (palpen, antennen en cirri).
Pseudopolydora paucibranchiata werd in 1937 voor het eerst wetenschappelijk beschreven door Okuda.

## Verspreiding
Het oorspronkelijke verspreidingsgebied van de gestippelde tweedraadkokerworm strekt zich uit van Hongkong tot de zuidelijke Koerilen-eilanden. Geïntroduceerde populaties zijn bekend uit de noordoostelijke Stille Oceaan (Baja California tot Washington), de Zuidwestelijke Stille Oceaan (Australië en Nieuw-Zeeland) en de noordoostelijke Atlantische Oceaan (Noorwegen tot de Middellandse Zee). Het wordt vaak aangetroffen in ondiepe wadplaten, maar is ook bekend van havenpalen en oesterbanken. Mogelijke bronnen van verspreiding zijn onder meer ballastwater, aangroei van de romp en de export van Japanse oester (Crassostrea gigas).